# WWE Survivor Series WarGames (2022)
WWE Survivor Series WarGames 2022 war eine Wrestling-Veranstaltung der WWE, die als Pay-per-View auf dem WWE Network und dem Streaming-Portal Peacock ausgestrahlt wurde. Sie fand am 26. November 2022 im TD Garden in Boston, Massachusetts statt. Es war die 36. Austragung von Survivor Series seit 1987. Zum Ersten Mal stand die Survivor Series auch unter dem Motto WarGames. Die Veranstaltung fand zum vierten Mal in Massachusetts statt.

## Hintergrund
Im Vorfeld der Veranstaltung wurden fünf Matches angesetzt. Diese resultierten aus den Storylines, die in den Wochen vor dem Pay-Per-View bei Raw und SmackDown, den wöchentlichen Shows der WWE gezeigt wurden.

## Ergebnisse
| Matchart                                                  |                                                                          |      |                                                                                  | Zeit  |
| --------------------------------------------------------- | ------------------------------------------------------------------------ | ---- | -------------------------------------------------------------------------------- | ----- |
| War Games-Match                                           | Alexa Bliss, Asuka, Bianca Belair, Mia Yim und Becky Lynch               | bes. | Damage CTRL Dakota Kai, Iyo Sky, Bayley, Nikki Cross und Rhea Ripley             | 39:35 |
| Singles-Match                                             | AJ Styles                                                                | bes. | Finn Bálor                                                                       | 18:22 |
| Singles-Match um die SmackDown Women’s Championship       | Ronda Rousey (C)                                                         | bes. | Shotzi                                                                           | 7:15  |
| Triple-Threat-Match um die WWE United States Championship | Austin Theory                                                            | bes. | Seth Rollins (C) und Bobby Lashley                                               | 14:50 |
| War Games-Match                                           | The Bloodline Roman Reigns, Jimmy Uso, Jey Uso, Solo Sikoa und Sami Zayn | bes. | The Brawling Brutes Sheamus, Ridge Holland, Butch, Drew McIntyre und Kevin Owens | 38:25 |

| Funktion      | Name            |
| ------------- | --------------- |
| Kommentatoren | Corey Graves    |
| Kommentatoren | Michael Cole    |
| Pre-Show      | Kayla Braxton   |
| Pre-Show      | Kevin Patrick   |
| Pre-Show      | Peter Rosenberg |
| Pre-Show      | Booker T        |
| Pre-Show      | Jerry Lawler    |
| Ringansager   | Mike Rome       |
| Ringansager   | Samantha Irvin  |